# Paramanga Ernest Yonli

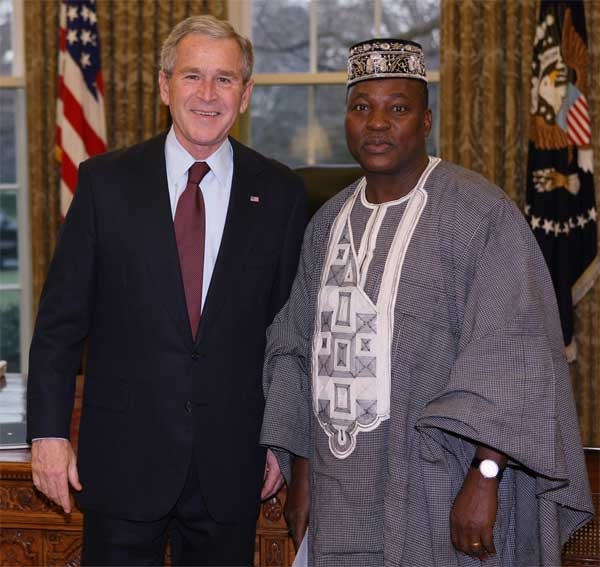
Ernest Yonli als Botschafter mit US-Präsident George W. Bush (2008)

Paramanga Ernest Yonli (auch Ernest Paramanga Yonli; * 15. März 1956 in Tansarga, Obervolta, heute Burkina Faso) war von November 2000 bis Juni 2007 Premierminister von Burkina Faso.

## Politische Laufbahn
Yonli stammt aus Tansarga in der Provinz Tapoa im Osten des Landes und gehört zur Ethnie der Gourmantché. Von 1981 bis 1986 lebte er in Frankreich, wo er an der Sorbonne ein Diplom in Wirtschaftswissenschaften erwarb, und war nach seiner Rückkehr an der Universität der Hauptstadt Ouagadougou am Zentrum für Wirtschafts- und Sozialforschung beschäftigt.
Im Oktober 1994 wurde er Generaldirektor der staatlichen Beschäftigungsgesellschaft Fonds national pour la promotion de l’emploi (FONAPE). Seit Februar 1996 war er Kabinettsdirektor des Premierministers und wurde 1998 Minister für den Öffentlichen Dienst. Er gehört zum Congrès pour la démocratie et le progrès (CDP), der Partei des seit 1987 regierenden Präsidenten Blaise Compaoré. Am 6. November 2000 wurde er nach dem Rücktritt seines Vorgängers zum neuen Premierminister nominiert und trat sein Amt am nächsten Tag an. Einige Tage später übernahm er bis zum 4. Juni 2002 zusätzlich das Amt des Finanz- und Wirtschaftsministers, der Regierung gehörten auch einige Vertreter der Opposition an. Nach den Parlamentswahlen vom 5. Mai 2002, bei denen die CDP 57 der 111 Sitze erhielt, wurde er erneut mit der Regierungsbildung beauftragt. Nach Vorwürfen wegen Menschenrechtsverletzungen schuf er im Juni 2002 ein Ministerium für Menschenrechte.
Am 5. Januar 2006 bestätigte ihn der im November 2005 mit 80,35 % der Stimmen wiedergewählte Präsident Compaoré im Amt. Nach den Parlamentswahlen 2007, bei denen er ein Mandat in der Nationalversammlung gewann, wurde er durch Tertius Zongo ersetzt.
Von 2008 bis 2011 war er burkinischer Botschafter in den Vereinigten Staaten.

## Familie
Er ist mit Araba Kadiatou Zerbo, einer Tochter des ehemaligen Staats- und Regierungschefs Saye Zerbo verheiratet und Vater von drei Kindern.